# Traiskirchen Grasshoppers
Der Baseball- und Softball-Verein Traiskirchen Grasshoppers ist ein österreichischer Baseball- und Softball-Verein, welcher am Spielbetrieb der Austrian Baseball Federation (ABF) teilnimmt.

## Geschichte
Seit 1990 bestanden Pläne, in der Region einen Baseball-Verein zu gründen. Das Vorhaben wurde in die Tat umgesetzt und 1991 nahm der Baseballverein Baden Grasshoppers an der österreichischen Meisterschaft in der 2. Bundesliga teil.
Bereits in der Saison 1992 stand der Verein knapp vor dem Aufstieg in die höchste Spielklasse Österreichs. Im Playoff unterlag man allerdings den Skipjacks aus Gänserndorf. 1994 konnte der Klub zum zweiten Mal den 2. Platz belegen. Im selben Jahr gelang es der mittlerweile gegründeten Jugendmannschaft den Landesmeistertitel zu holen.
1995 wurde eine zweite Sektion ins Leben gerufen. Aufgrund des großen Interesses wurde eine Damen-Softballmannschaft zusammengestellt, die auf Anhieb den 3. Platz in der zweiten österreichischen Liga erringen konnte. Das Herrenteam musste den Abgang eines Schlüsselspielers nach Wien verkraften und schloss die Saison auf dem 4. Tabellenplatz ab.
In der Saison 1996 gewannen die Herren den Meistertitel in der 2. Bundesliga Ost. In den Aufstiegsplayoffs der Meister der vier 2. Bundesligen erreichte man jedoch nur den dritten von vier Plätzen und verblieb daher in der 2. Bundesliga Ost. Die Damenmannschaft verpasste den Einzug in das Aufstiegsplayoff knapp, konnte aber den Vizemeistertitel erkämpfen.
Die Herrenmannschaft konnte 1998 den Aufstieg in die 1. Bundesliga (jetzt ABL genannt) feiern. Dabei verlor das Team nur ein Spiel im Grunddurchgang. Im Aufstiegsplayoff wurde der zweite Platz erreicht und somit der Aufstieg geschafft. Nach dem Abstieg folgte wiederum der Vizemeistertitel in der 2. Bundesliga (1999). In der ersten Saison in der ersten Bundesliga mussten sich die Grasshoppers mit dem Abstieg in die 2. Bundesliga abfinden.
Im Jahr 2002 veränderte sich der Verein wiederum. Man gründete mit den Vienna Darkstars eine Spielgemeinschaft, die auch den unerfahreneren Spielern der Traiskirchen Grasshoppers die so notwendige Spielpraxis bringen soll. 2002 war das erfolgreichste Jahr in der Vereinsgeschichte. Mit dem abermaligen Meistertitel in der 2. Bundesliga, die mittlerweile Baseballbundesliga heißt, und dem Sieg im Niederösterreich-Cup konnte das kleine Double geschafft werden. In dieser und dem Beginn der nächsten Saison konnten 23 Pflichtspiele in Folge (Winning Streak) gewonnen werden.
Nach der Saison 2006 wurde der Entschluss getroffen, zukünftig in der Regionalliga zu spielen.

## Platzierungen
```
  
Saison   Pl.  Liga               

   1992    2    2. Bundesliga Ost
   1993    4    2. Bundesliga Ost
   1995    4    2. Bundesliga Ost
   1996    1    2. Bundesliga Ost (3. Platz Playoffs)
   1997    7    2. Bundesliga Ost
   1998    1    2. Bundesliga Ost (2. Platz Playoffs – Aufstieg in die 1. Bundesliga)
   1999    1    2. Bundesliga Ost
   2000    4    2. Bundesliga Ost
   2001    3    Baseball Bundesliga
   2002    1    Baseball Bundesliga
   2003    3    Baseball Bundesliga
   2004    5    Baseball Bundesliga
   2005    5    Baseball Bundesliga
   2006    2    Regionalliga Ost
   2007    1    Regionalliga Ost (2. Platz Playoffs)
```

## Nationalteam Spieler
```
  
Spieler               Jahr   Team

  Alexander Schindler   1995   Junioren Nationalteam
  Thomas Brandl         1996   Junioren Nationalteam
  Thomas Brandl         1998   Herren Nationalteam
  Tobias Kiefer         2013   U13 Nationalteam
  Markus Trimmel        2017   U12 Nationalteam
  Markus Trimmel        2019   U15 Nationalteam
```

## Ballpark
Die Grasshoppers übersiedelten 1998 auf ihr neues, eigenes Spielfeld in Traiskirchen. Das Grundstück hat nahezu die Originalausmaße eines amerikanischen Baseballfeldes. Mitte der Saison 1997 war der Platz bereits bespielbar und seit 1998 hat das Hoppers-Field die internationale Reife und Zulassung. Dies ermöglicht es den Grasshoppers, sich um Europacupspiele oder gar internationale Meisterschaften zu bewerben.

## Vorstand
- Obmann: Peter Feichtinger
- Kassier: Martin Fritz
- Rechnungsprüfer: Georg Kiefer
- Schriftführer: Patrick Koller